# 影子國防大臣
影子國防大臣（英語：Shadow Secretary of State for Defence）是英國下議院影子內閣的成員，負責監督國防大臣和英國國防部。影子財政大臣一職由英國反對黨領袖委派，設立於1964年4月1日。
影子國防大臣不僅代表反對黨就英國的防衛和軍事問題要求國防大臣問責，並負責制定其黨的國防政策以便贏得下次大選。此個職位沒有正式的憲制角色。
現任影子國防大臣是詹姆士·卡特利吉議員，自2024年11月4日擔任此職位。